# Cabo Berry
El cabo Berry (del inglés: Berry Head) es un cabo costero en el extremo sur de Torbay, al sureste de Brixham, Devon, Inglaterra. Del cabo Berry a la punta Sharkham es un refugio para varias especies extrañas y amenazadas que dependen de los finos suelos de caliza, el clima suave y las expuestas condiciones del cabo.
Los acantilados costeros aquí son el hogar de una colonia de aves marinas, incluyendo araos, alcas y gaviotas tridáctilas; también hay un gerifalte de larga estancia en 1986.
Es una de las dos únicas ubicaciones en Gran Bretaña en la que nacen rosas de las rocas blancas, hierba gitana y Ononis reclinata. La genciana de primavera, Cryptotaenia canadensis y la vara de Júpiter también dependen de este tipo de hábitat.
También se encuentra aquí un fuerte de la Edad de Hielo que quedó prácticamente destruida por la construcción entre 1794 y 1804 de amplias fortificaciones para proteger la zona de anclaje naval de Torbay amenazada por la invasión de los ejércitos franceses.
El faro en el extremo del cabo se construyó en 1906. Es uno de los más pequeños de Gran Bretaña, pues mide solo cinco metros de alto, pero es también uno de los más altos al estar a 58 m s. n. m.